# Maciej Ulas
Maciej Ulas (ur. 15 sierpnia 1980) – polski matematyk, doktor habilitowany nauk matematycznych. Specjalizuje się w teorii liczb. Profesor UJ w Katedrze Geometrii Algebraicznej i Teorii Liczb  Instytutu Matematyki Wydziału Matematyki i Informatyki Uniwersytetu Jagiellońskiego. Od 2020 do 2024 roku był prodziekanem Wydziału Matematyki i Informatyki Uniwersytetu Jagiellońskiego, a od 2024 jest dziekanem.

## Życiorys zawodowy
Matematykę ukończył na Uniwersytecie Jagiellońskim w 2004, gdzie następnie rozpoczął studia doktoranckie. Stopień doktorski uzyskał w 2008 broniąc pracy pt. Punkty i krzywe wymierne na powierzchniach związanych z równaniami diofantycznymi przygotowanej pod kierunkiem prof. Kamila Ruska. Habilitował się w 2016 na podstawie oceny dorobku naukowego i cyklu publikacji pt. Punkty wymierne na krzywych, powierzchniach i wyżej wymiarowych rozmaitościach algebraicznych. W roku akademickim 2009–2010 pracował jako adiunkt w Instytucie Matematycznym PAN.
Swoje prace publikował w takich czasopismach jak m.in. „Journal of Number Theory”, „Mathematics of Computation”, „Glasgow Mathematical Journal”, „Discrete Mathematics", „Rocky Mountain Journal of Mathematics" oraz „Acta Arithmetica”.
Członek Polskiego Towarzystwa Matematycznego. W 2010 laureat nagrody naukowej tygodnika „Polityka" w dziedzinie matematyki.